# SG Frankenhausen
SG Frankenhausen är en ishockey- och volleybollklubb i stadsdelen Frankenhausen i Crimmitschau i delstaten Sachsen i Tyskland. Klubben bildades 1933 som TV Frankenhausen, och blev sachsiska mästare 1940, 1941 och 1942 innan namnet ändrades 1946, vid nystarten efter andra världskriget. Ishockeylaget blev östtyska mästare 1949 (sovjetiska ockupationszonen) och 1950. 1949 blev laget även sachsiska mästare.

### Fotnoter
1. ↑  ”Arkiverade kopian”. Arkiverad från originalet den 28 januari 2013. https://web.archive.org/web/20130128042203/http://sports123.com/iho/mgdr.html. Läst 20 juni 2013.